# Slåttholmen (Fitjar)
Ne doit pas être confondu avec Slåttholmen.
Slåttholmen est une île dans le landskap Sunnhordland du comté de Vestland. Elle appartient administrativement à Fitjar.

## Géographie
Rocheuse et couverte d'une légère végétation, elle s'étend sur environ 547 m de longueur pour une largeur approximative de 420 m. Elle compte trois bâtiments dont une habitation. 